# Pandora (serial telewizyjny)
Pandora – amerykański serial (fantastyka naukowa, akcja, dramat) wyprodukowany przez Radioactive Fishtank, Vital Signs Entertainment oraz Starlings Television, którego twórcami są Mark A. Altman i Steve Kriozere. Serial był emitowany od 16 lipca 2019 roku na kanale The CW.

## Fabuła
Akcja serialu dzieje się w 2199 roku, gdzie ludzie żyją z innymi rasami z różnych Galaktyk. Fabuła opowiada o Jax, kobiecie, która straciła rodziców. Obecnie wraz z grupą ludzi uczy się chronić Galaktykę przed różnymi zagrożeniami.

## Obsada
- Priscilla Quintana jako Jax, aka Pandora[2]
- Oliver Dench jako Xander Duvall[2]
- Raechelle Banno jako Atria Nine[2]
- John Harlan Kim jako Greg Li[2]
- Ben Radcliffe jako Ralen[2]
- Banita Sandhu jako Delaney Pilar[2]
- Martin Bobb-Semple jako Thomas James Ross[2]
- Noah Huntley jako profesor Donovan Osborn[2]
- Tehmina Sunny jako Regan Freid[2]

## Odcinki
| Sezon | Odcinki | Oryginalna emisja w CW | Oryginalna emisja w CW |
| Sezon | Odcinki | Premiera sezonu        | Finał sezonu           |
| ----- | ------- | ---------------------- | ---------------------- |
| 1     | 13      | 16 lipca 2019          | 1 października 2019    |
| 2     | 13      | 4 października 2020    | 13 grudnia 2020        |

### Sezon 1 (2019)
| Nr | Tytuł oryginalny                              | Reżyseria         | Scenariusz                       | Premiera (The CW)   |
| -- | --------------------------------------------- | ----------------- | -------------------------------- | ------------------- |
| 1  | Shelter from The Storm                        | Steve Hughes      | Mark A. Altman                   | 16 lipca 2019       |
| 2  | Chimes of Freedom                             | Steve Hughes      | Mark A. Altman                   | 23 lipca 2019       |
| 3  | Masters of War                                | Christian Gossett | Steve Kriozere                   | 30 lipca 2019       |
| 4  | I Shall Be Released                           | Brett Simmons     | Thomas P. Vitale, Brett Simmons  | 6 sierpnia 2019     |
| 5  | Most Likely To Go Your Way (And I'll Go Mine) | Brett Simmons     | Steve Kriozere, Darin Scott      | 13 sierpnia 2019    |
| 6  | What Was It You Wanted                        | Jenn Wexler       | Mark A. Altman, Lisa Klink       | 20 sierpnia 2019    |
| 7  | Time Out of Mind                              | Mike Hurst        | Mark A. Altman, Mike Hurst       | 27 sierpnia 2019    |
| 8  | Under the Red Sky                             | Tirsa Hackshaw    | Marco Schnabel                   | 3 września 2019     |
| 9  | It Ain't Me Babe                              | Christian Gossett | John C. Kelley, Steve Kriozere   | 10 września 2019    |
| 10 | Hurricane                                     | Brett Simmons     | Thomas P. Vitale & Brett Simmons | 17 września 2019    |
| 11 | I'll Be Your Baby Tonight                     | Brea Grant        | Gabrielle Stanton                | 24 września 2019    |
| 12 | Knocking on Heaven's Door                     | Christian Gossett | Steve Kriozere                   | 1 października 2019 |
| 13 | Simple Twist of Fate                          | Mark A. Altman    | Mark A. Altman                   | 1 października 2019 |

## Produkcja
Na początku maja 2019 ogłoszono obsadę serialu, do której dołączyli: Priscilla Quintana, Oliver Dench, Raechelle Banno, John Harlan Kim, Ben Radcliffe, Banita Sandhu, Martin Bobb-Semple oraz Noah Huntley. 16 października tego samego roku, stacja CW zamówiła drugi sezon.